# 671 Carnegia
671 Carnegia је астероид главног астероидног појаса. Приближан пречник астероида је 58,72 ,
а средња удаљеност астероида од Сунца износи 3,091 астрономских јединица (АЈ).
Инклинација (нагиб) орбите у односу на раван еклиптике је 8,036 степени, а орбитални период износи 1985,010 дана (5,434 година). Ексцентрицитет орбите астероида износи 0,067.
Апсолутна магнитуда астероида износи 10,00 а геометријски албедо 0,051.
Астероид је откривен 21. септембра 1908. године.